# Jimmy Collins (beisbolista)
James Joseph Collins (16 de enero de 1870 - 6 de marzo de 1943) fue un jugador y mánager de béisbol de las Grandes Ligas de Béisbol. Fue elegido para el salón de la fama en 1945.

## Carrera
Inició su carrera en 1895 jugando con Louisville Colonels, pero terminó la temporada con Boston Beaneaters. En 1897 bateó para .346 e impulsó 132 carreras.
En 1901 paso a Boston Americans donde participó como mánager y jugador, llevó el equipo a ganar el título de la Serie Mundial de 1903 y el banderín de la Liga Americana en 1904. En 1907 pasó a Philadelphia Ahletics, se retiró en 1908 a los 38 años, finalizó su carrera con 1725 juegos 65 HR 1055 carreras anotadas, 983 carreras impulsadas y un promedio de bateo de .294.